# Lijst van steden en gemeenten in Nedersaksen
Nedersaksen bestaat uit:	

Gemeenten in Nedersaksen

- 1022 politiek zelfstandige steden en gemeenten
- 25 gemeentevrije gebieden (waarvan 2 bewoond).

De 1022 steden en gemeenten zijn als volgt te verdelen:	
- 10 kreisfreie steden,
- 7 grote zelfstandige steden,
- 55 zelfstandige gemeenten (50 steden en 5 gemeenten) en
- 950 overige plaatsen (waarvan 97 steden en 854 gemeenten).

## Kreisfreie Stadt
| - Braunschweig - Delmenhorst - Emden - Göttingen ¹) - Hannover ²) (Deelstaathoofdstad) | - Oldenburg (Oldb) - Osnabrück - Salzgitter - Wolfsburg - Wilhelmshaven |

## Grote zelfstandige "Stadt"
| - Celle - Cuxhaven - Goslar - Hamelen | - Hildesheim - Lingen (Ems) - Lüneburg |

## Zelfstandige gemeenten (Gemeinde)
| - Achim - Alfeld (Leine) - Aurich - Bad Pyrmont - Barsinghausen - Bramsche - Buchholz in der Nordheide - Burgdorf - Buxtehude - Cloppenburg - Duderstadt - Einbeck - Ganderkesee - Garbsen - Georgsmarienhütte - Gifhorn - Hann. Münden - Helmstedt - Holzminden | - Isernhagen - Laatzen - Langenhagen - Leer (Ostfriesland) - Lehrte - Melle - Meppen - Neustadt am Rübenberge - Nienburg/Weser - Norden - Nordenham - Nordhorn - Northeim - Osterholz-Scharmbeck - Osterode am Harz - Papenburg - Peine - Rinteln | - Ronnenberg - Schortens - Seelze - Seesen - Seevetal - Sehnde - Springe - Stade - Stuhr - Uelzen - Varel - Vechta - Verden (Aller) - Walsrode - Weyhe - Winsen (Luhe) - Wolfenbüttel - Wunstorf |

## Gebieden van de categorieSamtgemeinde
(*) Voormalige Samtgemeinde, met jaar van opheffing
| - Brookmerland, Landkreis Aurich - Ahlden, Landkreis Soltau-Fallingbostel - Altes Amt Ebstorf, Landkreis Uelzen * 2011 - Altes Amt Lemförde, Landkreis Diepholz - Am Dobrock, Landkreis Cuxhaven - Amelinghausen, Landkreis Lüneburg - Apensen, Landkreis Stade - Artland, Landkreis Osnabrück - Asse, Landkreis Wolfenbüttel - Baddeckenstedt, Landkreis Wolfenbüttel - Bad Grund (Harz), Landkreis Osterode am Harz - Bardowick, Landkreis Lüneburg - Barnstorf, Landkreis Diepholz - Bederkesa, Landkreis Cuxhaven - Bersenbrück, Landkreis Osnabrück - Bevensen, Landkreis Uelzen * 2011 - Bevern, Landkreis Holzminden - Beverstedt, Landkreis Cuxhaven - Bodenteich, Landkreis Uelzen * 2011 - Bodenwerder, Landkreis Holzminden * 2010 - Bodenwerder-Polle, Landkreis Holzminden - Boffzen, Landkreis Holzminden - Boldecker Land, Landkreis Gifhorn - Börde Lamstedt, Landkreis Cuxhaven - Bothel, Landkreis Rotenburg (Wümme) - Brome, Landkreis Gifhorn - Bruchhausen-Vilsen, Landkreis Diepholz - Dahlenburg, Landkreis Lüneburg - Dörpen, Landkreis Emsland - Dransfeld, Landkreis Göttingen - Duingen, Landkreis Hildesheim - Eilsen, Landkreis Schaumburg - Elbmarsch, Landkreis Harburg - Elbtalaue, Landkreis Lüchow-Dannenberg - Emlichheim, Landkreis Grafschaft Bentheim - Eschede, Landkreis Celle - Eschershausen, Landkreis Holzminden * 2011 - Eschershausen-Stadtoldendorf, Landkreis Holzminden - Esens, Landkreis Wittmund - Fintel, Landkreis Rotenburg (Wümme) - Flotwedel, Landkreis Celle - Freden (Leine), Landkreis Hildesheim - Fredenbeck, Landkreis Stade - Freren, Landkreis Emsland - Fürstenau, Landkreis Osnabrück - Gartow, Landkreis Lüchow-Dannenberg - Geestequelle, Landkreis Rotenburg (Wümme) - Gellersen, Landkreis Lüneburg - Gieboldehausen, Landkreis Göttingen - Grafschaft Hoya, Landkreis Nienburg/Weser - Grasleben, Landkreis Helmstedt - Gronau (Leine), Landkreis Hildesheim - Land Hadeln, Landkreis Cuxhaven - Hage, Landkreis Aurich - Hagen, Landkreis Cuxhaven - Hambergen, Landkreis Osterholz - Hankensbüttel, Landkreis Gifhorn - Hanstedt, Landkreis Harburg - Harpstedt, Landkreis Oldenburg - Harsefeld, Landkreis Stade - Hattorf am Harz, Landkreis Osterode am Harz - Heemsen, Landkreis Nienburg/Weser - Heeseberg, Landkreis Helmstedt - Hemmoor, Landkreis Cuxhaven - Herzlake, Landkreis Emsland - Hesel, Landkreis Leer - Himmelpforten, Landkreis Stade - Hollenstedt, Landkreis Harburg - Holtriem, Landkreis Wittmund | - Horneburg, Landkreis Stade - Ilmenau, Landkreis Lüneburg - Isenbüttel, Landkreis Gifhorn - Jesteburg, Landkreis Harburg - Jümme, Landkreis Leer - Kirchdorf, Landkreis Diepholz - Lachendorf, Landkreis Celle - Lamspringe, Landkreis Hildesheim - Landesbergen, Landkreis Nienburg/Weser * 2011 - Land Wursten, Landkreis Cuxhaven - Lathen, Landkreis Emsland - Lengerich, Landkreis Emsland - Liebenau, Landkreis Nienburg/Weser - Lindhorst, Landkreis Schaumburg - Lüchow (Wendland), Landkreis Lüchow-Dannenberg - Lühe, Landkreis Stade - Lutter am Barenberge, Landkreis Goslar - Marklohe, Landkreis Nienburg/Weser - Meinersen, Landkreis Gifhorn - Nenndorf, Landkreis Schaumburg - Neuenhaus, Landkreis Grafschaft Bentheim - Neuenkirchen, Landkreis Osnabrück - Niedernwöhren, Landkreis Schaumburg - Nienstädt, Landkreis Schaumburg - Nord-Elm, Landkreis Helmstedt - Nordhümmling, Landkreis Emsland - Nordkehdingen, Landkreis Stade - Oberharz, Landkreis Goslar - Oderwald, Landkreis Wolfenbüttel - Oldendorf, Landkreis Stade - Ostheide, Landkreis Lüneburg - Papenteich, Landkreis Gifhorn - Polle, Landkreis Holzminden * 2010 - Radolfshausen, Landkreis Göttingen - Rehden, Landkreis Diepholz - Rethem/Aller, Landkreis Soltau-Fallingbostel - Rodenberg, Landkreis Schaumburg - Rosche, Landkreis Uelzen - Sachsenhagen, Landkreis Schaumburg - Salzhausen, Landkreis Harburg - Scharnebeck, Landkreis Lüneburg - Schladen, Landkreis Wolfenbüttel - Schöppenstedt, Landkreis Wolfenbüttel - Schüttorf, Landkreis Grafschaft Bentheim - Schwaförden, Landkreis Diepholz - Schwarmstedt, Landkreis Soltau-Fallingbostel - Selsingen, Landkreis Rotenburg (Wümme) - Sibbesse, Landkreis Hildesheim - Sickte, Landkreis Wolfenbüttel - Siedenburg, Landkreis Diepholz - Sittensen, Landkreis Rotenburg (Wümme) - Sögel, Landkreis Emsland - Sottrum, Landkreis Rotenburg (Wümme) - Spelle, Landkreis Emsland - Stadtoldendorf, Landkreis Holzminden * 2011 - Steimbke, Landkreis Nienburg/Weser - Suderburg, Landkreis Uelzen - Tarmstedt, Landkreis Rotenburg (Wümme) - Thedinghausen, Landkreis Verden - Tostedt, Landkreis Harburg - Uchte, Landkreis Nienburg/Weser - Uelsen, Landkreis Grafschaft Bentheim - Velpke, Landkreis Helmstedt - Walkenried, Landkreis Osterode am Harz - Wathlingen, Landkreis Celle - Werlte, Landkreis Emsland - Wesendorf, Landkreis Gifhorn - Wrestedt, Landkreis Uelzen * 2011 - Zeven, Landkreis Rotenburg (Wümme) |

## Zelfstandige plaatsen en gebieden van de categorie "Stadt" en de categorie "Gemeinde"
Alle politiek zelfstandige plaatsen (Stadt en Gemeinde) van Nedersaksen. Plaatsen van de categorie "Stadt" zijn vetgedrukt weergegeven. Plaatsen van de categorie "Fleck" zijn cursief weergegeven.

### A
| - Achim (b.Wolfenbüttel) - Achim(Weser) - Adelebsen - Adelheidsdorf - Adenbüttel - Adendorf - Adenstedt - Aerzen - Affinghausen - Agathenburg - Ahausen - Ahlden (Aller) - Ahlerstedt - Ahnsbeck | - Ahnsen - Alfeld (Leine) - Alfhausen - Alfstedt - Algermissen - Almstedt - Altenau - Altenmedingen - Amelinghausen - Amt Neuhaus - Anderlingen - Andervenne - Ankum - Apelern | - Apen - Apensen - Appel - Appeln - Arholzen - Armstorf - Artlenburg - Asendorf (Lkr.Diepholz) - Asendorf (Nordheide) - Auetal - Auhagen - Aurich (Kreisstadt) - Axstedt |

### B
| - Bad Bederkesa - Bad Bentheim - Badbergen - Bad Bevensen - Bad Bodenteich - Baddeckenstedt - Bad Eilsen - Badenhausen - Bad Essen - Bad Fallingbostel (Kreisstadt) - Bad Gandersheim - Bad Grund (Harz) - Bad Harzburg - Bad Iburg - Bad Laer - Bad Lauterberg im Harz - Bad Münder am Deister - Bad Nenndorf - Bad Pyrmont - Bad Rothenfelde - Bad Sachsa - Bad Salzdetfurth - Bad Zwischenahn - Bahrdorf - Bahrenborstel - Bakum - Balge - Balje - Baltrum - Banteln - Barenburg - Barendorf - Bardowick - Bargstedt - Barnstedt - Barnstorf - Barsinghausen - Barßel - Barum (a.d.Ilmenau) - Barum (Lkr.Uelzen) - Barver - Barwedel - Basdahl - Bassum | - Bawinkel - Beckdorf - Beckedorf - Beckeln - Beedenbostel - Beesten - Beierstedt - Belm - Belum - Bendestorf - Berge - Bergen (Lkr.Celle) - Bergen an der Dumme - Bergfeld - Berne - Bersenbrück - Berumbur - Betheln - Betzendorf - Bevern - Beverstedt - Bienenbüttel - Bilshausen - Binnen - Bippen - Bispingen - Bissendorf - Bleckede - Blender - Bliedersdorf - Blomberg - Bockenem - Bockhorn - Bockhorst - Bodenfelde - Bodensee - Bodenwerder - Boffzen - Böhme - Bohmte - Boitze - Bokel - Bokensdorf - Bomlitz | - Börger - Borkum - Börßum - Borstel - Bösel - Bötersen - Bothel - Bovenden - Brackel - Brake (Unterweser) (Kreisstadt) - Bramsche - Bramstedt - Braunlage - Braunschweig - Breddenberg - Breddorf - Bremervörde - Brest - Brevörde - Brietlingen - Brinkum - Brockel - Bröckel - Brockum - Brome - Bruchhausen-Vilsen - Brüggen - Buchholz - Buchholz (Aller) - Buchholz in der Nordheide - Bückeburg - Bücken - Büddenstedt - Bühren - Bülkau - Bülstedt - Bunde - Burgdorf (b.Salzgitter) - Burgdorf (Hannover) - Burgwedel - Burweg - Butjadingen - Buxtehude |

### C
| - Cadenberge - Calberlah - Cappel - Cappeln (Oldenburg) - Celle (Kreisstadt) | - Clausthal-Zellerfeld - Clenze - Cloppenburg (Kreisstadt) - Colnrade - Coppenbrügge | - Coppengrave - Cramme - Cremlingen - Cuxhaven (Kreisstadt) |

### D
| - Dahlem - Dahlenburg - Dahlum - Damme - Damnatz - Danndorf - Dannenberg (Elbe) - Dassel - Dedelstorf - Deensen - Deinste - Deinstedt - Delligsen - Delmenhorst - Denkte - Derental - Dersum - Despetal | - Detern - Dettum - Deutsch Evern - Dickel - Didderse - Diekholzen - Dielmissen - Diepenau - Diepholz (Kreisstadt) - Dinklage - Dissen am Teutoburger Wald - Dohren (Emsland) - Dohren (Nordheide) - Dollern - Dorstadt - Dornum - Dörpen | - Dorum - Dörverden - Dötlingen - Drage - Drakenburg - Drangstedt - Dransfeld - Drebber - Drentwede - Drestedt - Driftsethe - Drochtersen - Düdenbüttel - Duderstadt - Duingen - Dünsen - Dunum |

### E
| - Ebergötzen - Eberholzen - Ebersdorf - Ebstorf - Echem - Edemissen - Edewecht - Egestorf - Eggermühlen - Ehra-Lessien - Ehrenburg - Eickeloh - Eicklingen - Eime - Eimen - Eimke - Einbeck - Eisdorf | - Elbe - Elbingerode - Eldingen - Elmlohe - Elsdorf - Elsfleth - Elze - Embsen - Emden - Emlichheim - Emmendorf - Emmerthal - Emsbüren - Emstek - Emtinghausen - Engden - Engeln | - Engelschoff - Erkerode - Esche - Eschede - Eschershausen - Esens - Essel - Essen (Oldenburg) - Esterwegen - Estorf (Lkr.Stade) - Estorf (Weser) - Everode - Eversmeer - Evessen - Eydelstedt - Eyendorf - Eystrup |

### F
| - Farven - Faßberg - Filsum - Fintel - Firrel - Flögeln - Flöthe | - Frankenfeld - Freden (Leine) - Fredenbeck - Freiburg (Elbe) - Freistatt - Frellstedt - Frelsdorf | - Freren - Fresenburg - Friedeburg - Friedland - Friesoythe - Fürstenau - Fürstenberg |

### G
| - Ganderkesee - Gandesbergen - Garbsen - Garlstorf - Garrel - Garstedt - Gartow - Geeste - Gehrde - Gehrden - Georgsdorf - Georgsmarienhütte - Gerdau - Gersten - Getelo - Gevensleben - Geversdorf - Gieboldehausen | - Gielde - Giesen - Gifhorn (Kreisstadt) - Gilten - Gittelde - Glandorf - Gleichen - Gnarrenburg - Gödenstorf - Göhrde - Goldenstedt - Gölenkamp - Golmbach - Gorleben - Goslar (Kreisstadt) - Göttingen (Kreisstadt) - Grafhorst | - Grasberg - Grasleben - Grethem - Gronau (Leine) - Groß Berßen - Großefehn - Großenkneten - Großenwörden - Großheide - Groß Ippener - Groß Meckelsen - Groß Oesingen - Groß Twülpstedt - Grünendeich - Guderhandviertel - Gusborn - Gyhum |

### H
| - Habighorst - Hademstorf - Hämelhausen - Häuslingen - Hage - Hagen am Teutoburger Wald - Hagen im Bremischen - Hagenburg - Hagermarsch - Hahausen - Halbemond - Halle (b.Bodenwerder) - Halle (b.Meuenhaus) - Halvesbostel - Hambergen - Hambühren - Hamelen (Kreisstadt) - Hamersen - Hammah - Handeloh - Handorf - Handrup - Hankensbüttel - Hannover (Landes- u. Regionshauptstadt) - Hann. Münden - Hanstedt (Lkr.Uelzen) - Hanstedt (Nordheide) - Harbarnsen - Hardegsen - Haren (Ems) - Harmstorf - Harpstedt - Harsefeld - Harsum - Hasbergen - Haselünne - Haßbergen - Hassel (Weser) - Hassendorf - Haste | - Hatten - Hattorf am Harz - Haverlah - Hechthausen - Hedeper - Heede - Heemsen - Heere - Heerstedt - Heeslingen - Heeßen - Hehlen - Heidenau - Heinade - Heinbockel - Heiningen - Heinsen - Hellwege - Helmstedt (Kreisstadt) - Helpsen - Helvesiek - Hemmingen - Hemmoor - Hemsbünde - Hemslingen - Hemsloh - Hepstedt - Hermannsburg - Herzberg am Harz - Herzlake - Hesel - Hespe - Hessisch Oldendorf - Heuerßen - Heyen - Hildesheim (Kreisstadt) - Hilgermissen - Hilkenbrook - Hillerse | - Hilter am Teutoburger Wald - Himbergen - Himmelpforten - Hinte - Hipstedt - Hittbergen - Hitzacker (Elbe) - Hodenhagen - Höfer - Höhbeck - Hohenhameln - Hohne - Hohnhorst - Hohnstorf (Elbe) - Holdorf - Holenberg - Holle - Hollen - Hollenstedt - Hollern-Twielenfleth - Hollnseth - Holste - Holtgast - Holtland - Holzen - Holzminden (Kreisstadt) - Hoogstede - Hörden am Harz - Hornburg - Horneburg - Horstedt - Hoya - Hoyerhagen - Hoyershausen - Hude (Oldenburg) - Hüde - Hülsede - Husum - Hüven |

### I
| - Ihlienworth - Ihlow - Ilsede | - Ingeleben - Isenbüttel - Isernhagen | - Isterberg - Itterbeck |

### J
| - Jade - Jameln - Jelmstorf - Jembke | - Jemgum - Jerxheim - Jesteburg - Jever (Kreisstadt) | - Jork - Jühnde - Juist |

### K
| - Kakenstorf - Kalbe - Kalefeld - Karwitz - Katlenburg-Lindau - Kettenkamp - Kirchbrak - Kirchdorf - Kirchgellersen - Kirchlinteln | - Kirchseelte - Kirchtimke - Kirchwalsede - Kirchwistedt - Kissenbrück - Klein Berßen - Klein Meckelsen - Kluse - Kneitlingen - Köhlen | - Königslutter am Elm - Königsmoor - Kranenburg - Krebeck - Kreiensen - Krummendeich - Krummhörn - Kührstedt - Küsten - Kutenholz |

### L
| - Laar - Laatzen - Lachendorf - Lage - Lähden - Lahn - Lahstedt - Lamspringe - Lamstedt - Landesbergen - Landolfshausen - Landwehr - Langelsheim - Langen (b.Bremerhaven) - Langen (Emsland) - Langendorf - Langenhagen - Langeoog - Langlingen - Langwedel - Lastrup - Lathen - Lauenau | - Lauenbrück - Lauenförde - Lauenhagen - Leer (Ostfriesland) (Kreisstadt) - Leese - Leezdorf - Lehe - Lehre - Lehrte - Leiferde - Lembruch - Lemförde - Lemgow - Lemwerder - Lengede - Lengenbostel - Lengerich - Lenne - Liebenau - Liebenburg - Lilienthal - Lindern (Oldenburg) - Lindhorst | - Lindwedel - Lingen (Ems) - Linsburg - Lintig - Lohne (Oldenburg) - Löningen - Lorup - Loxstedt - Lübberstedt - Lübbow - Lüchow (Wendland) (Kreisstadt) - Luckau (Wendland) - Lüder - Lüdersburg - Lüdersfeld - Lüerdissen - Luhden - Lüneburg (Kreisstadt) - Lunestedt - Lünne - Lütetsburg - Lutter am Barenberge |

### M
| - Maasen - Marienhafe - Marienhagen - Mariental - Marklohe - Marl - Marschacht - Martfeld - Marxen - Mechtersen - Meerbeck | - Meine - Meinersen - Melbeck - Melle - Mellinghausen - Menslage - Meppen (Kreisstadt) - Merzen - Messenkamp - Messingen - Midlum | - Misselwarden - Mittelnkirchen - Mittelstenahe - Moisburg - Molbergen - Moormerland - Moorweg - Moringen - Müden (Aller) - Mulsum - Munster |

### N
| - Nahrendorf - Natendorf - Neetze - Negenborn - Nenndorf - Neubörger - Neu Darchau - Neuenhaus - Neuenkirchen (Altes Land) - Neuenkirchen (b.Bassum) - Neuenkirchen (Land Hadeln) - Neuenkirchen (Lkr.Osnabrück) - Neuenkirchen (Lüneb.Heide) - Neuenkirchen-Vörden | - Neuharlingersiel - Neuhaus (Oste) - Neuhof - Neukamperfehn - Neulehe - Neuschoo - Neustadt am Rübenberge - Neu Wulmstorf - Niederlangen - Niedernwöhren - Niemetal - Nienburg/Weser (Kreisstadt) - Nienhagen - Nienstädt | - Norden - Nordenham - Norderney - Nordholz - Nordhorn (Kreisstadt) - Nordleda - Nordsehl - Nordstemmen - Nörten-Hardenberg - Northeim (Kreisstadt) - Nortmoor - Nortrup - Nottensdorf |

### O
| - Oberlangen - Oberndorf - Obernfeld - Obernholz - Obernkirchen - Ochtersum - Odisheim - Oederquart - Oerel - Oetzen - Ohne | - Ohrum - Oldenburg (Oldb) - Oldendorf (Lkr.Stade) - Oldendorf (Luhe) - Osloß - Osnabrück (Kreisstadt) - Osteel - Osten - Osterbruch - Ostercappeln - Ostereistedt | - Osterholz-Scharmbeck (Kreisstadt) - Osterode am Harz (Kreisstadt) - Osterwald - Ostrhauderfehn - Ottenstein - Otter - Otterndorf - Ottersberg - Ovelgönne - Oyten |

### P
| - Padingbüttel - Papenburg - Parsau - Pattensen | - Pegestorf - Peine (Kreisstadt) - Pennigsehl - Pohle | - Polle - Pollhagen - Prezelle - Prinzhöfte |

### Q
| - Quakenbrück - Quendorf | - Querenhorst | - Quernheim |

### R
| - Räbke - Radbruch - Raddestorf - Rastdorf - Rastede - Rätzlingen - Rechtsupweg - Reeßum - Regesbostel - Rehburg-Loccum - Rehden - Rehlingen - Reinstorf - Remlingen - Renkenberge | - Rennau - Reppenstedt - Rethem (Aller) - Rhade - Rhauderfehn - Rhede (Ems) - Rheden - Rhumspringe - Ribbesbüttel - Riede - Rieste - Ringe - Ringstedt - Rinteln - Ritterhude | - Rodenberg - Rodewald - Rohrsen - Roklum - Rollshausen - Römstedt - Ronnenberg - Rosche - Rosdorf - Rosengarten - Rotenburg (Wümme) (Kreisstadt) - Rötgesbüttel - Rüdershausen - Rühen - Rullstorf |

### S
| - Sachsenhagen - Salzbergen - Salzgitter - Salzhausen - Salzhemmendorf - Samern - Sandbostel - Sande - Sandstedt - Sankt Andreasberg - Sarstedt - Sassenburg - Saterland - Sauensiek - Schapen - Scharnebeck - Scharnhorst - Scheden - Scheeßel - Schellerten - Schiffdorf - Schladen - Schnackenburg - Schnega - Schneverdingen - Scholen - Schönewörde - Schöningen - Schöppenstedt - Schortens - Schulenberg im Oberharz - Schüttorf - Schwaförden - Schwanewede - Schwarme - Schwarmstedt | - Schweindorf - Schweringen - Schwerinsdorf - Schwienau - Schwülper - Seeburg - Seedorf - Seelze - Seesen - Seevetal - Seggebruch - Sehlde - Sehlem - Sehnde - Selsingen - Semmenstedt - Seulingen - Sibbesse - Sickte - Siedenburg - Sittensen - Soderstorf - Sögel - Söhlde - Söllingen - Soltau - Soltendieck - Sottrum - Spahnharrenstätte - Spelle - Spiekeroog - Sprakensehl - Springe - Stade (Kreisstadt) - Stadensen - Stadland | - Stadthagen (Kreisstadt) - Stadtoldendorf - Staffhorst - Staufenberg - Stavern - Stedesdorf - Steimbke - Steinau - Steinfeld (Oldenburg) - Steinhorst - Steinkirchen - Stelle - Stemmen - Stemshorn - Steyerberg - Stinstedt - Stöckse - Stoetze - Stolzenau - Stubben - Stuhr - Südbrookmerland - Suddendorf - Suderburg - Südergellersen - Sudwalde - Suhlendorf - Sulingen - Süpplingen - Süpplingenburg - Süstedt - Sustrum - Surwold - Suthfeld - Syke |

### T
| - Tappenbeck - Tarmstedt - Tespe - Thedinghausen - Thomasburg - Thuine | - Tiddische - Tiste - Toppenstedt - Tostedt - Tosterglope | - Trebel - Tülau - Twieflingen - Twist - Twistringen |

### U
| - Uchte - Uehrde - Uelsen - Uelzen (Kreisstadt) - Uetze | - Ummern - Undeloh - Unterlüß - Upgant-Schott | - Uplengen - Uslar - Utarp - Uthlede |

### V
| - Vahlberg - Vahlbruch - Vahlde - Varel - Varrel - Vastorf - Vechelde - Vechta (Kreisstadt) | - Velpke - Veltheim (Ohe) - Verden (Aller) (Kreisstadt) - Vienenburg - Vierden - Vierhöfen - Visbek | - Visselhövede - Vögelsen - Vollersode - Voltlage - Vordorf - Vorwerk - Vrees |

### W
| - Waake - Waddeweitz - Wagenfeld - Wagenhoff - Wahrenholz - Walchum - Walkenried - Wallenhorst - Wallmoden - Walsrode - Wangelnstedt - Wangerland - Wangerooge - Wanna - Warberg - Wardenburg - Warmsen - Warpe - Wasbüttel - Wathlingen - Wedemark - Weener - Weenzen - Wehrbleck - Welle - Wendeburg - Wendisch Evern - Wennigsen (Deister) - Wenzendorf - Werdum - Werlaburgdorf - Werlte | - Werpeloh - Wesendorf - Weste - Westergellersen - Westerholt - Westerstede (Kreisstadt) - Westertimke - Westerwalsede - Westfeld - Westoverledingen - Wetschen - Wettrup - Weyhausen - Weyhe - Wieda - Wiedensahl - Wiefelstede - Wielen - Wienhausen - Wieren - Wiesmoor - Wietmarschen - Wietze - Wietzen - Wietzendorf - Wildemann - Wildeshausen (Kreisstadt) - Wilhelmshaven - Wilstedt - Wilsum - Windhausen - Wingst | - Winkelsett - Winnigstedt - Winsen (Aller) - Winsen (Luhe) (Kreisstadt) - Winzenburg - Wippingen - Wirdum - Wischhafen - Wistedt - Wittingen - Wittmar - Wittmund (Kreisstadt) - Wittorf - Wohnste - Wolfenbüttel (Kreisstadt) - Wolfsburg - Wollbrandshausen - Wollershausen - Wölpinghausen - Wolsdorf - Woltersdorf - Woltershausen - Worpswede - Wremen - Wrestedt - Wriedel - Wulfsen - Wulften am Harz - Wulsbüttel - Wunstorf - Wustrow (Wendland) |

### Z
| - Zernien - Zetel | - Zeven | - Zorge |

## ZogenaamdeGemeindefreie Gebiete
Gemeindefreie Gebiete zijn gebieden die niet bij een gemeente (Gemeinde) behoren.

### BewoondeGemeindefreie Gebiete
- Lohheide, Landkreis Celle
- Osterheide, Landkreis Soltau-Fallingbostel

### OnbewoondeGemeindefreie Gebiete
- Am großen Rhode, Landkreis Wolfenbüttel
- Barnstorf-Warle, Landkreis Wolfenbüttel
- Boffzen, Landkreis Holzminden
- Brunsleberfeld, Landkreis Helmstedt
- Eimen, Landkreis Holzminden
- Eschershausen, Landkreis Holzminden
- Gartow, Landkreis Lüchow-Dannenberg
- Giebel, Landkreis Gifhorn
- Göhrde, Landkreis Lüchow-Dannenberg
- Grünenplan, Landkreis Holzminden
- Harz (Landkreis Goslar), Landkreis Goslar
- Harz (Landkreis Osterode am Harz, Landkreis Osterode am Harz
- Helmstedt, Landkreis Helmstedt
- Holzminden, Landkreis Holzminden
- Insel Memmert, Landkreis Aurich
- Insel Lütje Hörn, Landkreis Leer
- Königslutter, Landkreis Helmstedt
- Mariental, Landkreis Helmstedt
- Merxhausen, Landkreis Holzminden
- Schöningen, Landkreis Helmstedt
- Solling, Landkreis Northeim
- Voigtsdahlum, Landkreis Wolfenbüttel
- Wenzen, Landkreis Holzminden